# Erwin Nasse
Erwin Nasse (født 2. december 1829 i Bonn, død 4. januar 1890 sammesteds) var en tysk nationaløkonom. 
Nasse, der siden 1860 var professor ved universitetet i sin fødeby, var katedersocialist, en af grundlæggerne af den betydningsfulde "Verein für Sozialpolitik". Af Nasses skrifter kan nævnes: Ueber die mittelalterliche Feldgemeinschaft ... in England (1869; engelsk oversættelse ved H.A. Ouvry 1871); Geld- und Münzwesen (i 2. udgave af Schönbergs Handbuch, 1885), og i de af ovennævnte Verein udgivne Schriften: Die Personalbesteuerung (bind III, 1893), Agrarische Zustände in Frankreich und England, bind XXVII (1884).